# Technische Hochschule Deggendorf
Die Technische Hochschule Deggendorf (THD) ist eine Hochschule für angewandte Wissenschaften im niederbayerischen Deggendorf mit über 9.000 Studierenden (Stand Wintersemester 2024/25). Neben dem Campus in Deggendorf unterhält die Hochschule einen englischsprachigen Campus in Pfarrkirchen, als auch einen Campus in Cham, sowie zwölf Technologie- und Innovationscampus in Ostbayern. Die Schwerpunkte der Technischen Hochschule Deggendorf liegen in den Bereichen Wirtschaft, Technik, Digitalisierung und Gesundheit.

## Geschichte

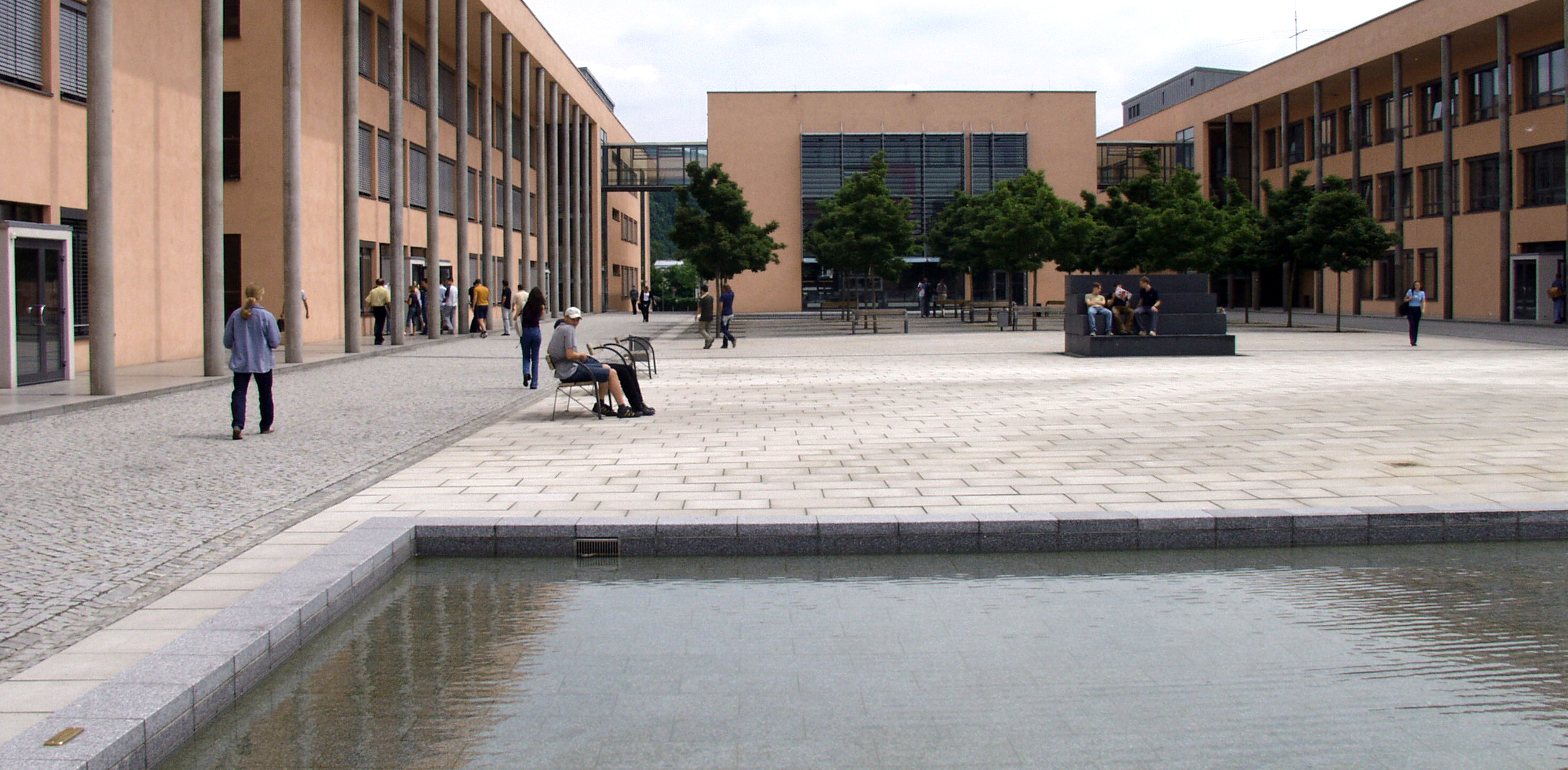
Campus der Technischen Hochschule Deggendorf

Am 26. November 1991 beschloss der bayerische Ministerrat die Einrichtung einer Fachhochschule in Deggendorf. Diese wurde 1994 als Fachhochschule Deggendorf–Hochschule für Technik und Wirtschaft mit Anton Baierer als Gründungspräsident gegründet. Diesem folgte 1994 Reinhard Höpfl als Präsident der Hochschule. Am 24. April 1997 erfolgte die Grundsteinlegung für den Hochschulcampus an der Donau, der 1998 bezogen werden konnte. 
Zum Wintersemester 1999/2000 waren erstmals über 1.000 Studierende eingeschrieben.
Mit dem Innovations- und Technologiecampus ITC1 erfolgte 2001 eine Hochschulnaher Gewerbepark und Gründerzentrum. Im Zuge des Bologna-Prozesses wurden 2002 die Studiengänge auf Bachelor und Master umgestellt. Im Wintersemester 2002/03 wurden erstmals über 2.000 Studierende gezählt. Zuvor als Fachbereiche bezeichnete Abteilungen wurden im Jahr 2006 zu Fakultäten umgewandelt. Über 3.000 Studierende schrieben sich im Wintersemester 2007/08 an der Hochschule ein. Ab 2009 erweiterte sich die Hochschule mit regionalen Außenstelle. Die ersten waren dabei die Technologiecampus in Teisnach, Freyung und Cham.
Im Jahr 2011 wurde der Name in  Hochschule für angewandte Wissenschaften geändert, der schon kurz nachher durch die Verleihung des Titels Technische Hochschule durch das bayerische Kabinett wurde die Deggendorfer Hochschule zum 1. Oktober 2013 in die heutige Technische Hochschule Deggendorf, kurz THD, umbenannt wurde. Der englische Name lautet Deggendorf Institute of Technology (DIT). Sie besitzt weiterhin den Status einer Fachhochschule. Peter Sperber wurde 2012 Präsident der Hochschule. 2014 wurde der größte Teil des Erweiterungsbaus in Deggendorf mit insgesamt mehr als 5700 Quadratmetern neuer Nutzfläche eröffnet. 2015 eröffnete die Technische Hochschule Deggendorf den European Campus Rottal-Inn (ECRI) in Pfarrkirchen. Es ist der erste rein englischsprachige Hochschulstandort in Bayern.
2021 wurde der Campus Cham der dritte Studienstandort der THD. Ein eigenständiges Promotionsrecht erhielt die Hochschule im Jahr 2023. Im März 2024 übernahm Waldemar Berg die Hochschulleitung. Im darauf folgenden Wintersemester überschritt die Studierendenzahl erstmals 9.000.

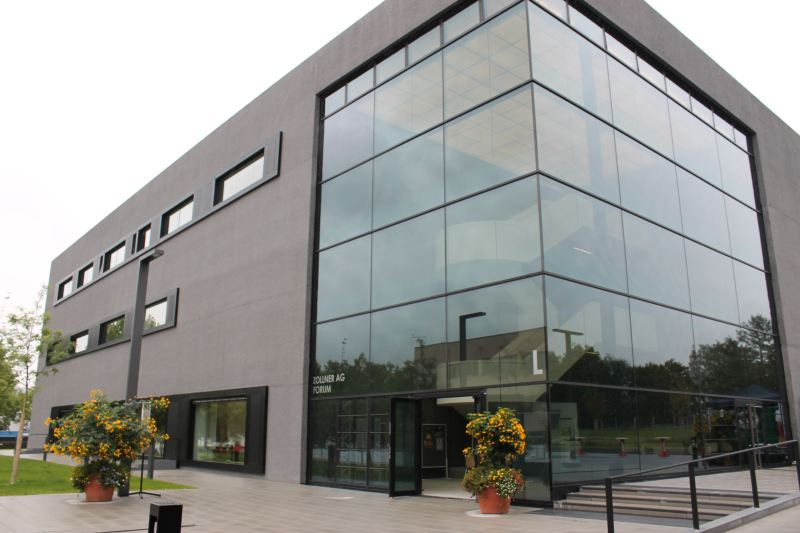
Gebäude des Erweiterungsbaus

Entwicklung der Studierendenzahlen
| Semester     | Studierendenzahl |
| WS 1999/2000 | 1.121            |
| WS 2002/2003 | 2.146            |
| WS 2007/2008 | 3.159            |
| WS 2010/2011 | 4.052            |
| WS 2013/2014 | 5.061            |
| WS 2016/2017 | 6.068            |
| WS 2019/2020 | 7.158            |
| WS 2021/2022 | 8.324            |
| WS 2022/2023 | 8.429            |
| WS 2023/24   | 8.619            |
| WS 2024/25   | 9.060            |

## Fakultäten und Studiengänge
Die Technische Hochschule Deggendorf bietet 51 Bachelor- und 39 Masterstudiengänge an acht Fakultäten und dem Zentrum für Akademische Weiterbildung. Alle grundständigen Bachelor- und konsekutiven Masterstudiengänge können auch im Rahmen eines dualen Studiums absolviert werden.
Fakultäten
- Angewandte Gesundheitswissenschaften
- Angewandte Informatik
- Angewandte Naturwissenschaften und Wirtschaftsingenieurwesen
- Angewandte Wirtschaftswissenschaften (School of Management)
- Bauingenieurwesen und Umwelttechnik
- Elektrotechnik und Medientechnik
- European Campus Rottal-Inn
- Maschinenbau und Mechatronik

## Zentrum für Akademische Weiterbildung
Das Zentrum für Akademische Weiterbildung der Technischen Hochschule Deggendorf bietet berufsbegleitende Studiengänge in den Bereichen Wirtschaft, Technik und Gesundheit.

## European Campus Rottal-Inn (ECRI)
Zur THD gehört als eigenständige Fakultät der European Campus Rottal-Inn (ECRI) in Pfarrkirchen. Dieser wurde im Oktober 2015 eröffnet. Am ECRI werden thematisch „nachhaltiges Management in ländlichen Regionen“, Interkulturalität und Internationalität betrachtet. Die Schwerpunkte in Forschung und Lehre am ECRI liegen in den Bereichen internationales Tourismusmanagement, Gesundheits- und Medizintourismus, Wirtschaftsingenieurwesen, Bildung für nachhaltige Entwicklung, digitale Gesundheit und „gesunde und nachhaltige Gebäude“.
Aktuell sind über 1.500 Studierende immatrikuliert, knapp zwei Drittel davon aus dem Ausland aus rund 80 Nationen.

## Internationales

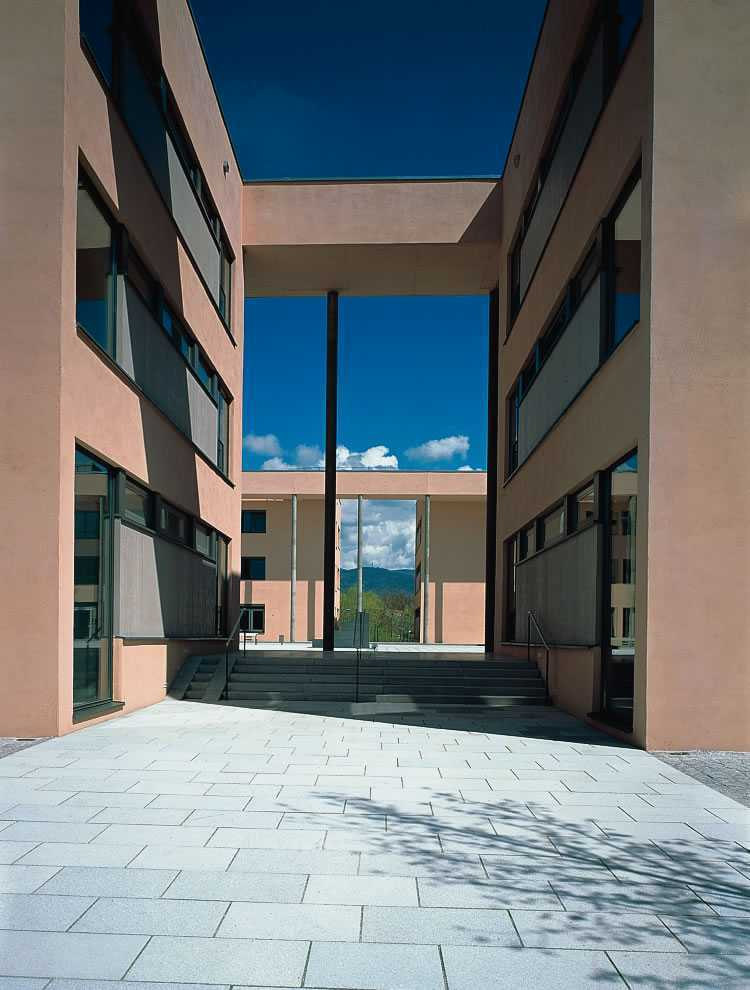
Technische Hochschule Deggendorf

Die Technische Hochschule Deggendorf fördert die Internationalität aktiv durch die Struktur der Hochschulprogramme und ein globales Netzwerk von Bildungseinrichtungen, Wirtschafts- und Forschungspartnern. Derzeit unterhält die Hochschule Partnerschaften zu über 200 Universitäten und Hochschulen weltweit. Der Anteil internationaler Studierender an der THD beträgt fast 48 Prozent, damit gehört die Hochschule zu den internationalsten Hochschulen in Bayern.

## Forschung an der THD
Zu folgenden Schwerpunkten wird an der Technischen Hochschule Deggendorf geforscht:
- Digitale Wirtschaft und Gesellschaft
- Innovative Arbeitswelt & Gesundes Leben
- Intelligente Mobilität
- Nachhaltiges Wirtschaften, Innovative Werkstoffe & Energie

## Technologie Campus
| Standort       | Forschungsgebiet                                                           | Gründung |
| -------------- | -------------------------------------------------------------------------- | -------- |
| Freyung        | Angewandte Informatik & Bionik                                             | 2009     |
| Teisnach I     | Präzisionsbearbeitung, -messtechnik Optik & Hochfrequenztechnik            | 2009     |
| Cham           | Mechatronik & Automatisierung                                              | 2010     |
| Bad Kötzting   | Gesundheitsförderung und Prävention                                        | 2012     |
| Spiegelau      | Glastechnologie                                                            | 2012     |
| Grafenau       | Digitalisierung, KI & Big Data                                             | 2013     |
| Weißenburg     | Digitale Fertigung                                                         | 2015     |
| Hutthurm       | Simulation                                                                 | 2019     |
| Parsberg       | Nachhaltige Kunststofftechnik, Bewegungsdynamik und Konstruktion           | 2019     |
| Teisnach II    | Packaging & Advanced Materials, Integrierte Optik, Sichere Digitalisierung | 2019     |
| Plattling      | Moderne Mobilität                                                          | 2020     |
| Oberschneiding | Akzelerierung & Skalierung                                                 | 2021     |
| Vilshofen      | Protection - Detection - Reaction                                          | 2022     |
| Wörth-Wiesent  | Wasserstoff-Cluster Donau                                                  | 2023     |

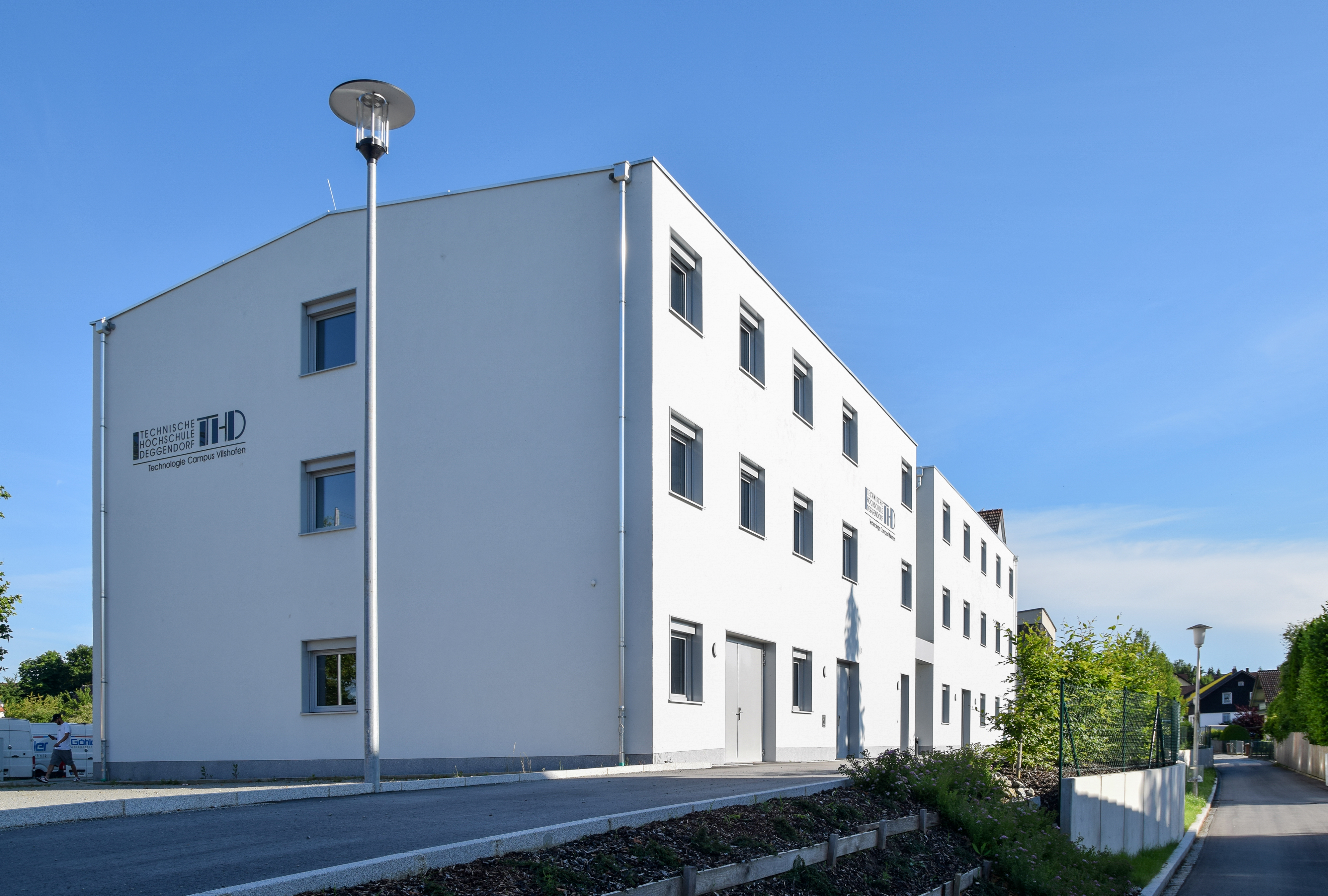
THD Technologie Campus in Vilshofen an der Donau

Für die nähere Zukunft wurden zwei weiterer Standort und zwei Erweiterungen bestehender Standorte durch das Bayerische Staatsministerium für Wissenschaft und Kunst genehmigt. Diese sind zum einen Mainburg (nachhaltige Gebäudetechnik), sowie an den bestehenden Standorten Oberschneiding (Bio Transformation Lab) und Cham (Intelligente Robotik), die 2023 genehmigt wurden. Zum anderen wurde im Juli 2024 der Bau eines Technologietransferzentrum „Innovations-Ökosystem“ in Kemnath genehmigt. Dieses wird gemeinsam mit der OTH Amberg-Weiden betrieben.

## Institute
- Institut ProtectIT: Protection – Detection – Reaction

anwendungsnahe Forschung rund um den Schutz von industrieller Automatisierungstechnik, kritischen Infrastrukturen, Elektroniksystemen in Automobil und Avionik sowie weiteren eingebetteten Systemen vor Bedrohungen, die durch den Einsatz von Informationstechnologie entstehen.
- Institut Fraunhofer Anwenderzentrum: Computertomographie in der Messtechnik (CTMT)

industrielle Röntgen-Computertomographie (CT), zerstörungsfreie Charakterisierung von Werkstoffen und Prüfung von Bauteilen auf Fehlstellen (Risse, Lunker) oder innen- und außenliegende geometrische Merkmale
- Institut für Qualitäts- und Materialanalysen (IQMA)

Forschungs- & Entwicklungsprojekte sowie Dienstleistungen auf den Gebieten der Analytik und Qualitätssicherung (QS) mit den Schwerpunkten Materialien und Bauelemente der Elektronik (z. B. Leiterplatten), dünne Schichten, Oberflächen sowie Mikro- und Nanostrukturen.
- Institut für Präzisionsbearbeitung und Hochfrequenztechnik (IPH)

optischen Technologien, Prozessentwicklung und -optimierung, Messtechnik, Fertigungstechnik, Hochfrequenztechnik

## Promotion
Seit 2017 war es in Kooperation mit nationalen und internationalen Universitäten möglich an der Technischen Hochschule Deggendorf zu promovieren. Seit 2023 hat die TH Deggendorf auch ein eigenständiges Promotionsrecht. Diejenigen, die ihre Doktorarbeit in Kooperation mit einer bayerischen Universität durchführen, können Mitglied in einem der thematischen Verbundkollegs des Bayerischen Wissenschaftsforums (BayWISS) werden. BayWISS ist eine Kooperationsplattform aller angewandten Hochschulen und Universitäten Bayerns, in der über das Fachforum Verbundpromotion seit 2017 zehn hochschulübergreifende themenspezifische Kollegs eingerichtet wurden.
Am 29. September 2023 erhielt die TH Deggendorf das eigenständige Promotionsrecht. Zusammen mit der TH Augsburg und der HAW Landshut dürfen seit dem im Rahmen des Promotionszentrum „Digitale Technologien und ihre Anwendung (DigiTech)“ Doktorwürden verliehen werden. Im Juli 2024 waren hierbei 24 Promovierende Teil dieses Zentrums. 
Am 16. Juli 2024 erhielt auch das zweite Promotionszentrum „Nachhaltige intelligente Technologien für eine ressourcenoptimierte Produktion (NITRO)“, zusammen mit denselben Partner-Hochschulen, die Anerkennung durch das bayerische Wissenschaftsministerium. Dies wurde am 30. Juni 2025 offiziell eröffnet. 
Insgesamt betreuen im Sommersemester 2025 an den drei Hochschulen in diesen beiden Zentren 59 Professorinnen und Professoren 68 Promovierende.

## Präsidenten
Die Hochschule Deggendorf wird durch einen Präsidenten geleitet. Das Amt des Präsidenten wird üblicherweise mit einem der Professoren der Hochschule besetzt. Dieser wird dann für die Zeit seiner Tätigkeit als Präsident von der üblichen Lehrtätigkeit freigestellt.
Präsidenten der THD:
- Anton Baierer (1994 bis 1996)
- Reinhard Höpfl (1996 bis 2012)
- Peter Sperber (2012 bis 2024)
- Waldemar Berg (ab 2024)

Die Amtsperiode von Peter Sperber endete zum 15. März 2024. Als Nachfolger wurde am 24. November 2022 Waldemar Berg gewählt. Er ist der erste unpromovierte Präsident einer bayerischen Hochschule.

## Rankings, Zertifikate und Mitgliedschaften
Die Technische Hochschule Deggendorf konnte sich in verschiedenen Rankings Spitzenpositionen sichern und Auszeichnungen entgegennehmen.
- WURI Ranking 2021: 29. Platz im globalen Vergleich, 5. Platz in der Kategorie „Unternehmergeist“, 7. Platz in der Kategorie „Krisenmanagement“[25]
- CHE Hochschulranking 2019/2020: Spitzengruppe in Bau- und Umweltingenieurwesen, Elektro- und Informationstechnik, Maschinenbau, Mechatronik und Physikalische Technik
- U-Multirank (ein von der EU-Kommission initiiertes Instrument zur transparenten Darstellung der vielfältigen Leistungen von Hochschulen weltweit): 2019 erstmals unter den Top 25 weltweit in den Kategorien „Kontakt zur Arbeitswelt“ und „Internationale Ausrichtung der Lehre“
- ESPA Innovation Award 2019
- MINTernational Best Performance Prize 2016
- Deutscher Arbeitgeberpreis für Bildung 2013
- E-Quality Label, Erasmus-Auszeichnung für Internationalisierungsstrategien, 2008, 2011
- Mitglied im Netzwerk „Familie in der Hochschule“
- Mitglied „European University Association“
- Unterzeichner „Nationaler Kodex für das Ausländerstudium an deutschen Hochschulen“
- Unterzeichner „Charta der Vielfalt“
- Zertifiziert „Familiengerechte Hochschule“ seit 2007

## Studentisches Leben
- AlumniNet e. V. – Verein der Absolventen der Technischen Hochschule Deggendorf
- ASVD e. V. – Afrikanischer studentischer Verein Deggendorf e. V.
- CoME e. V. – Club of Mechanical Engineers
- consult-it! e. V. – Studentische Unternehmensberatung der Technischen Hochschule Deggendorf
- Deggathlets ASW – sportliche und gemeinschaftliche Aktivitäten für Studierende aller Fachrichtungen
- DEG. Tour.-S. e. V. – Deggendorfer Tourismus-Studienkreis
- Erasmus Student Network Deggendorf – Verein für die Betreuung von und den Austausch mit internationalen Studenten
- Evangelische Hochschulgemeinde
- Fast Forest e. V. – Formula Student-Team der Technischen Hochschule Deggendorf
- First Contact e. V. – Verein zur Kontaktpflege zwischen Firmen und Studenten
- Hochschulgruppe der Gesellschaft für Informatik
- IM the Club e. V. – Verein der International-Management-Studenten
- Katholische Hochschulgemeinde (KHG)
- Market Mavens e. V. – Studentischer Börsenverein der Technischen Hochschule Deggendorf
- United AI e. V. – Verein für innovative Projekte mit Bezug auf Künstlicher Intelligenz
- RESP e. V. – „Respect other cultures, European mind,  Students Pfarrkirchen“, Studentenverein des European Campus Rottal-Inn in Pfarrkirchen
- Studentischer Konvent e. V. – Studentenvertretung der Technischen Hochschule Deggendorf
- TEDx Club e. V. – Verein zur Veranstaltung von TEDx Events
- VDBau e. V. – Verein Deggendorfer Bauingenieure
- VWI Hochschulgruppe Deggendorf e. V. – Lokale Gruppe des Verbands Deutscher Wirtschaftsingenieure
- WI-Project e. V. – Verein der Wirtschaftsinformatiker der Technischen Hochschule Deggendorf